# Serfaus-Fiss-Ladis
Serfaus-Fiss-Ladis is een wintersportgebied en toeristische regio in de Oostenrijkse deelstaat Tirol. Het bestaat uit de drie gemeenten Serfaus, Fiss en Ladis en is ontstaan uit een fusie van twee wintersportgebieden. In het gebied zijn 67 skiliften te vinden, waarmee toegang kan worden verkregen tot de 163 pistes van het wintersportgebied. Deze hebben een totale lengte van 212 kilometer, waarvan 28 km aan zwarte piste, 121 aan rode piste en 47 km aan blauwe piste. Deze worden bijgehouden met 1150 sneeuwmachines.

## Dorpen
Serfaus
Van de drie dorpen in het skigebied is Serfaus het grootste. Het dorp heeft als groot voordeel dat het autovrij is. De auto wordt bij de accommodatie of op de grote parkeerplaats buiten het dorp geparkeerd. In het dorp is de ondergrondse Dorfbahn een goede manier om door het dorp te komen. Vanaf het dalstation bieden de verschillende liften goede toegang tot de rest van het gebied.

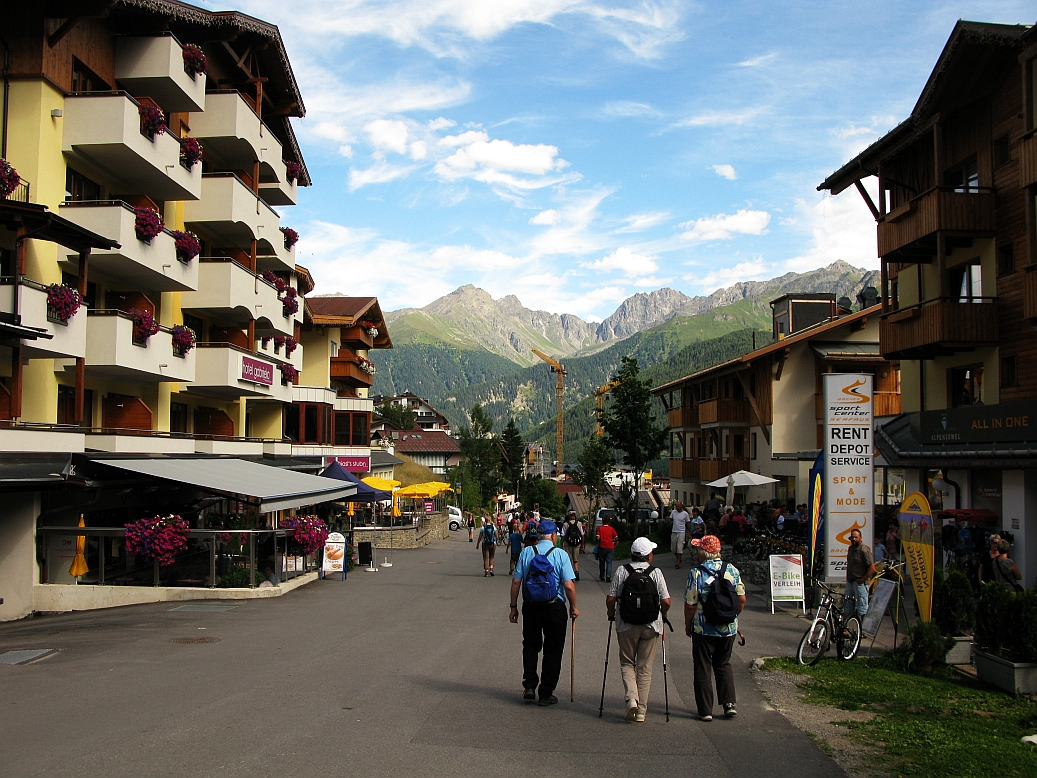
Hoofdstraat Serfaus in de zomer
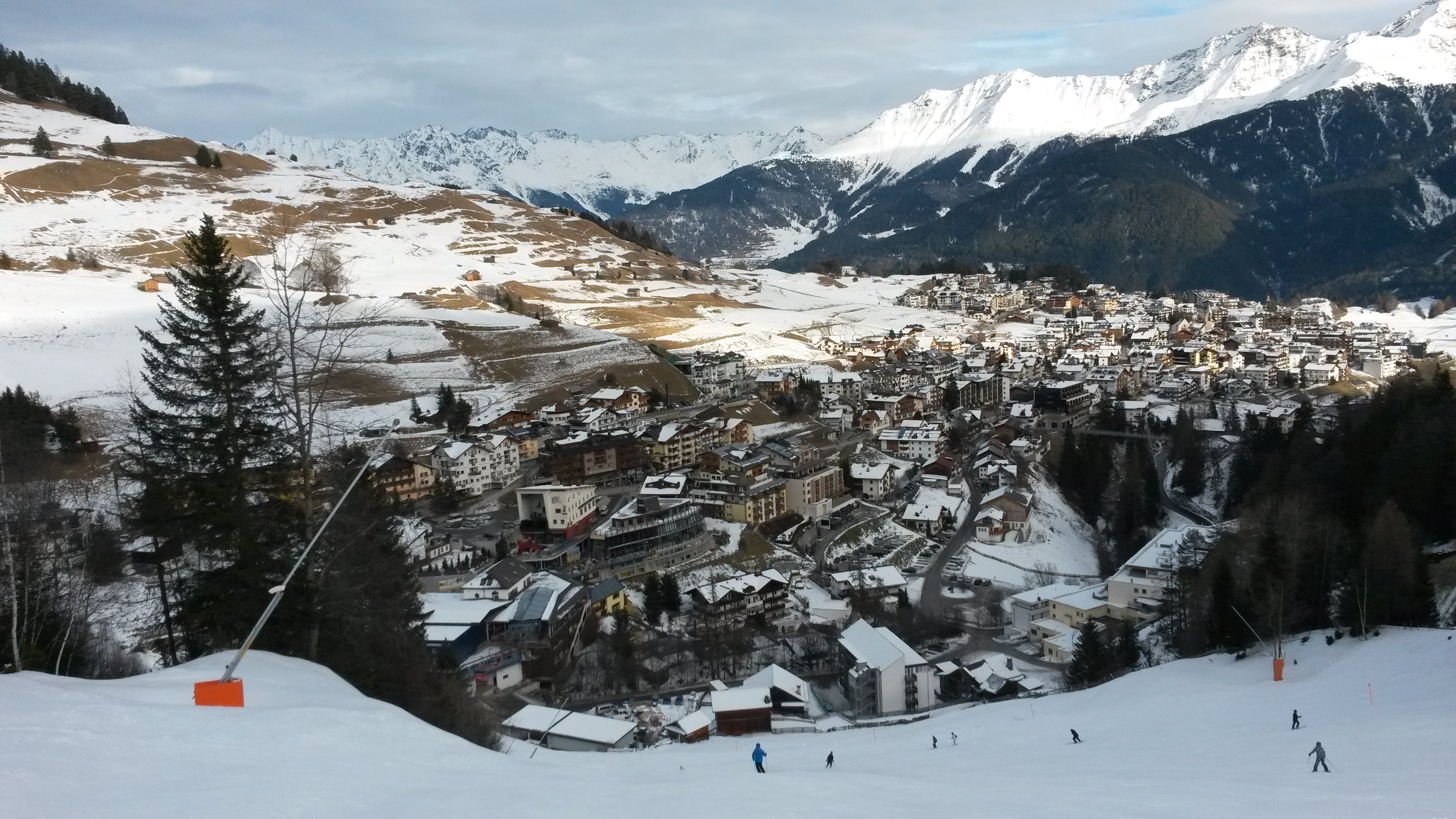
Serfaus in de winter
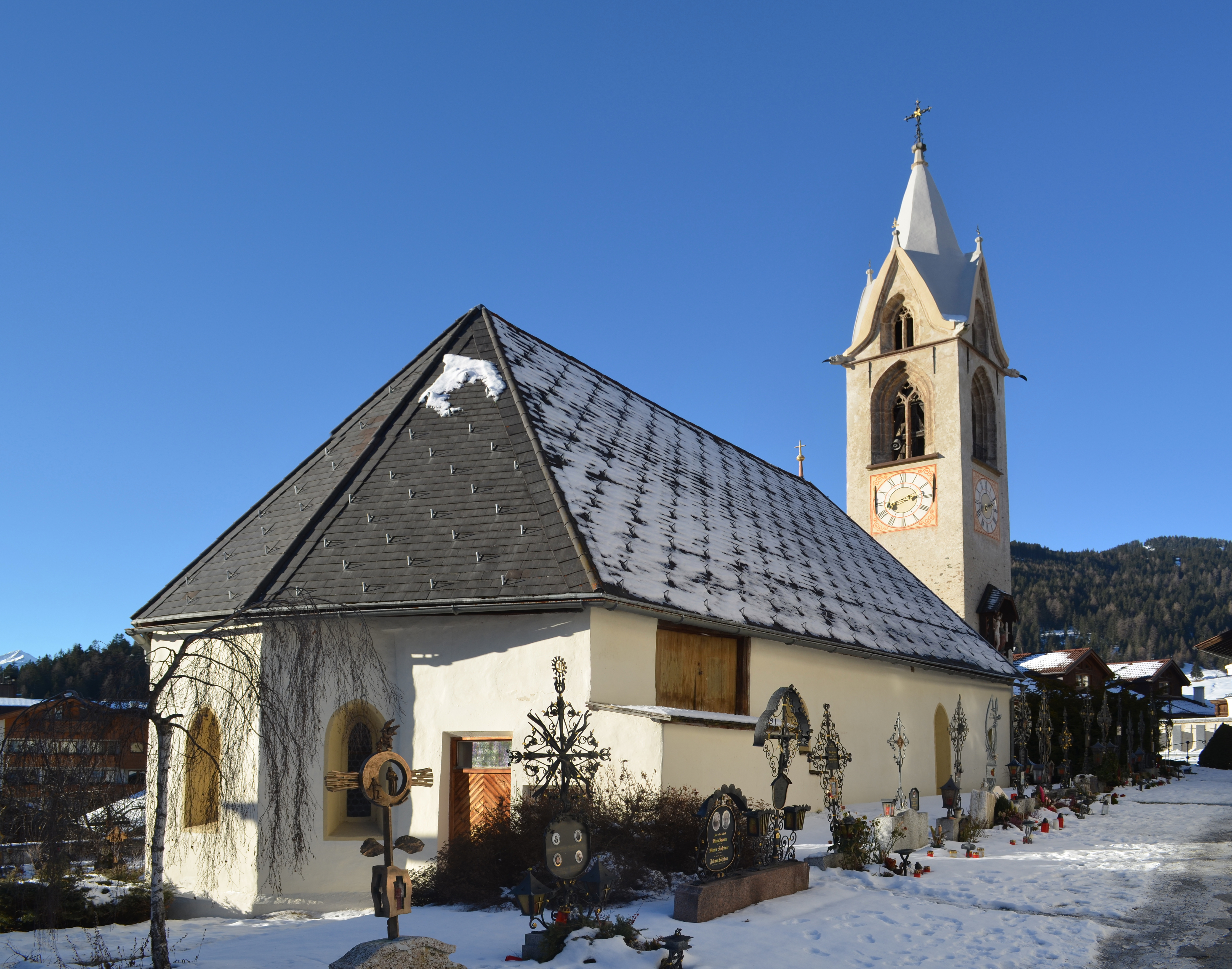
Kerk in Serfaus

Fiss
Het dorp Fiss ligt op 1438 meter hoogte en net als de andere dorpen op het zonneplateau. De zon schijnt gemiddelde 2000 uren per jaar op dit plateau. Het dorp is erg compact en biedt alle faciliteiten op goede loopafstand. Vanuit Fiss is het erg makkelijk om het skigebied in te komen. Tijdens de zomermaanden bevindt zich bovenaan de Möseralm een zomerpark. Door de aanwezigheid van dit park, wordt het gebied in de zomer ook erg goed bezocht.

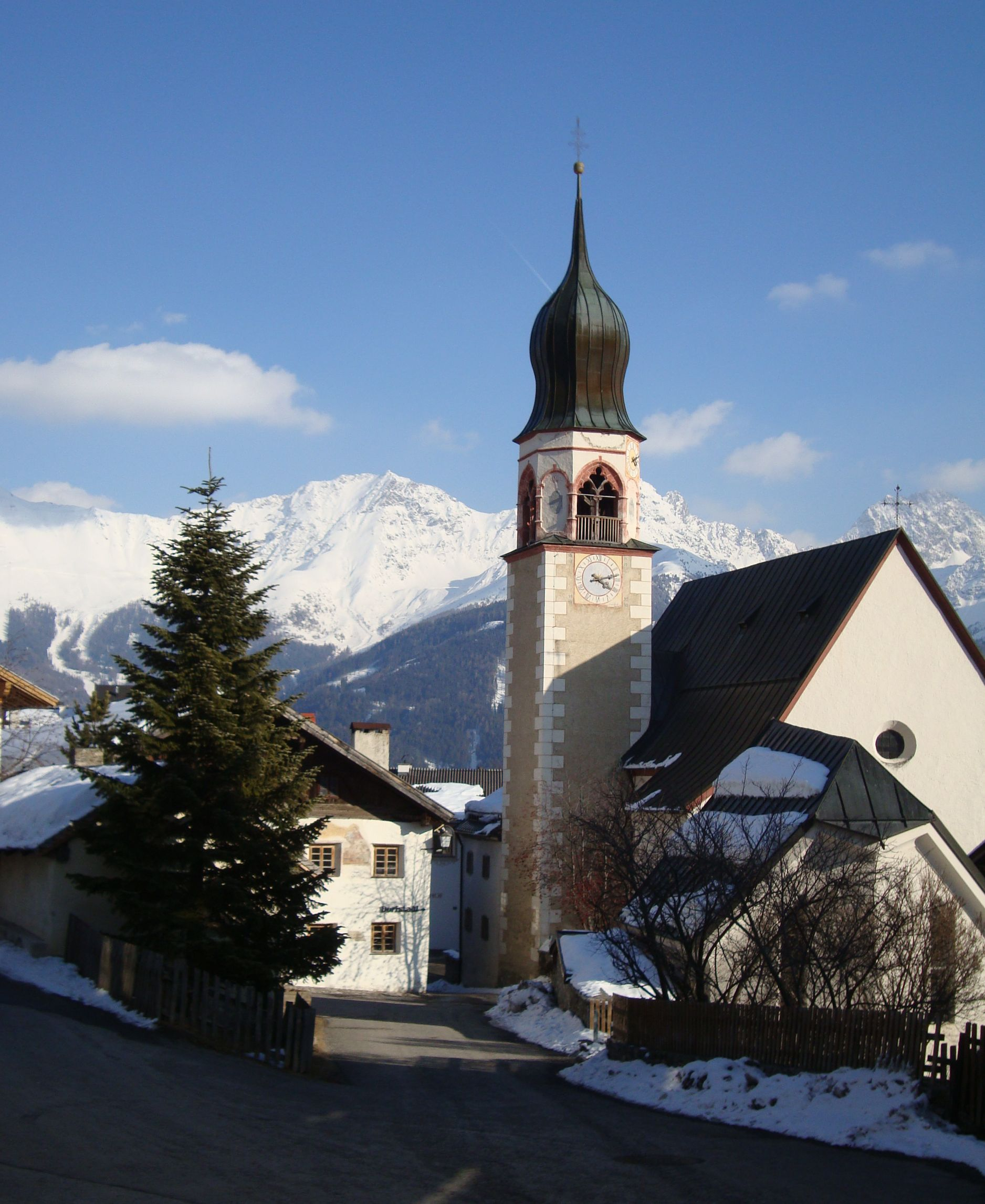
Centrum met kerk
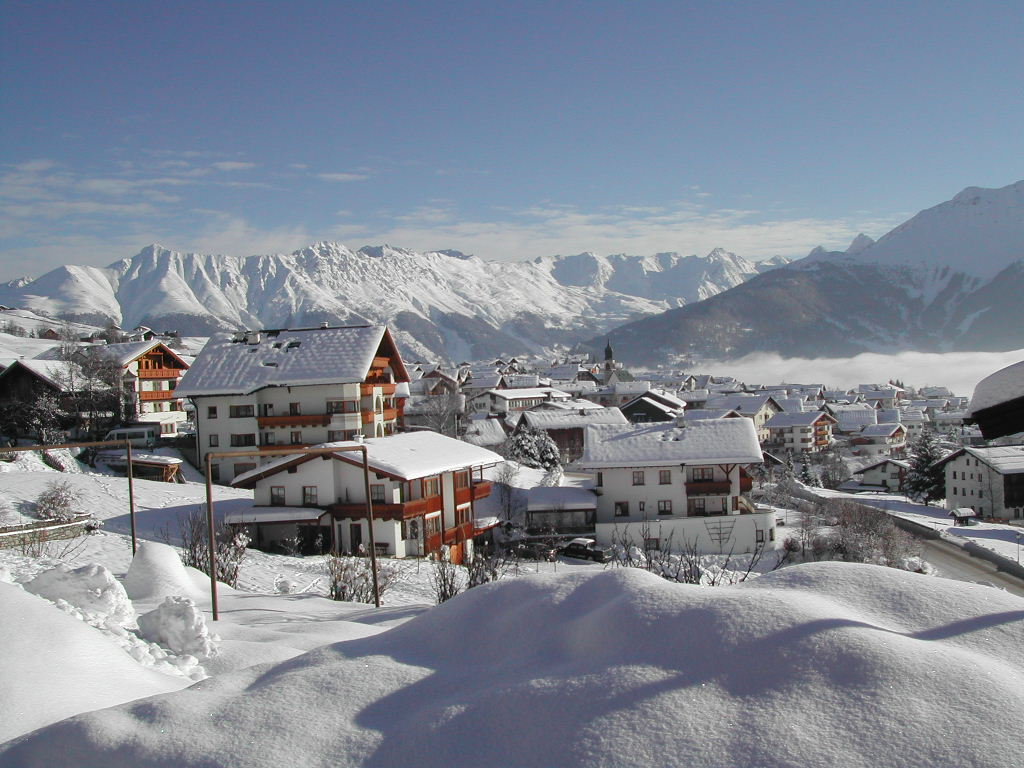
Fiss in de winter
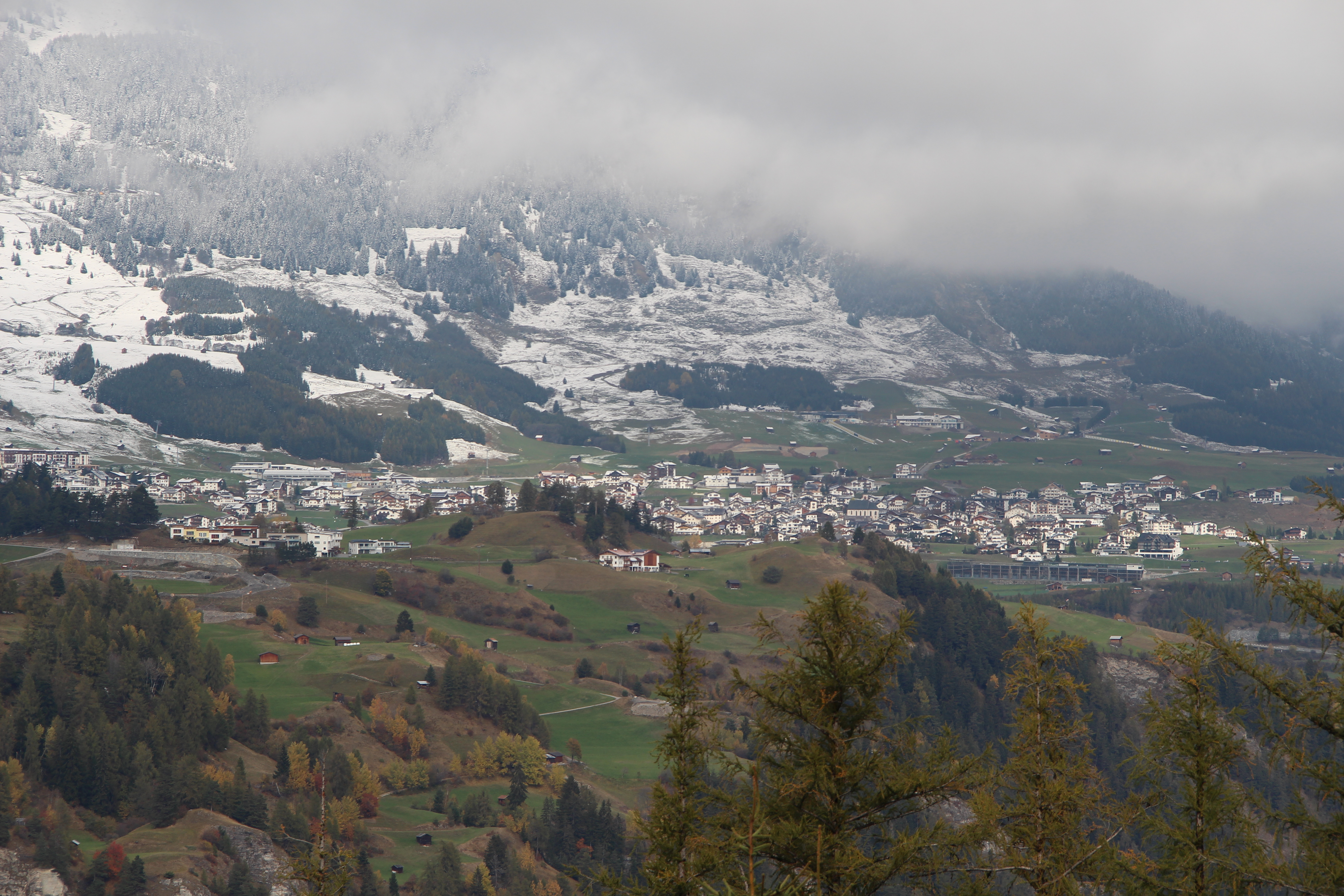
Aanzicht van Fiss

Ladis
Ladis is het kleinste en rustigste dorp in het gebied. Het dorp is gebouwd rond het Burcht Laudegg, dat als ruïne nog steeds goed zichtbaar is. Vanuit Ladis is het met de Sonnenbahn erg goed te doen om de rest van het gebied in te komen. Deze lift komt in het dal bij Fiss uit en vanuit daar zijn er genoeg mogelijkheden om verder te gaan.

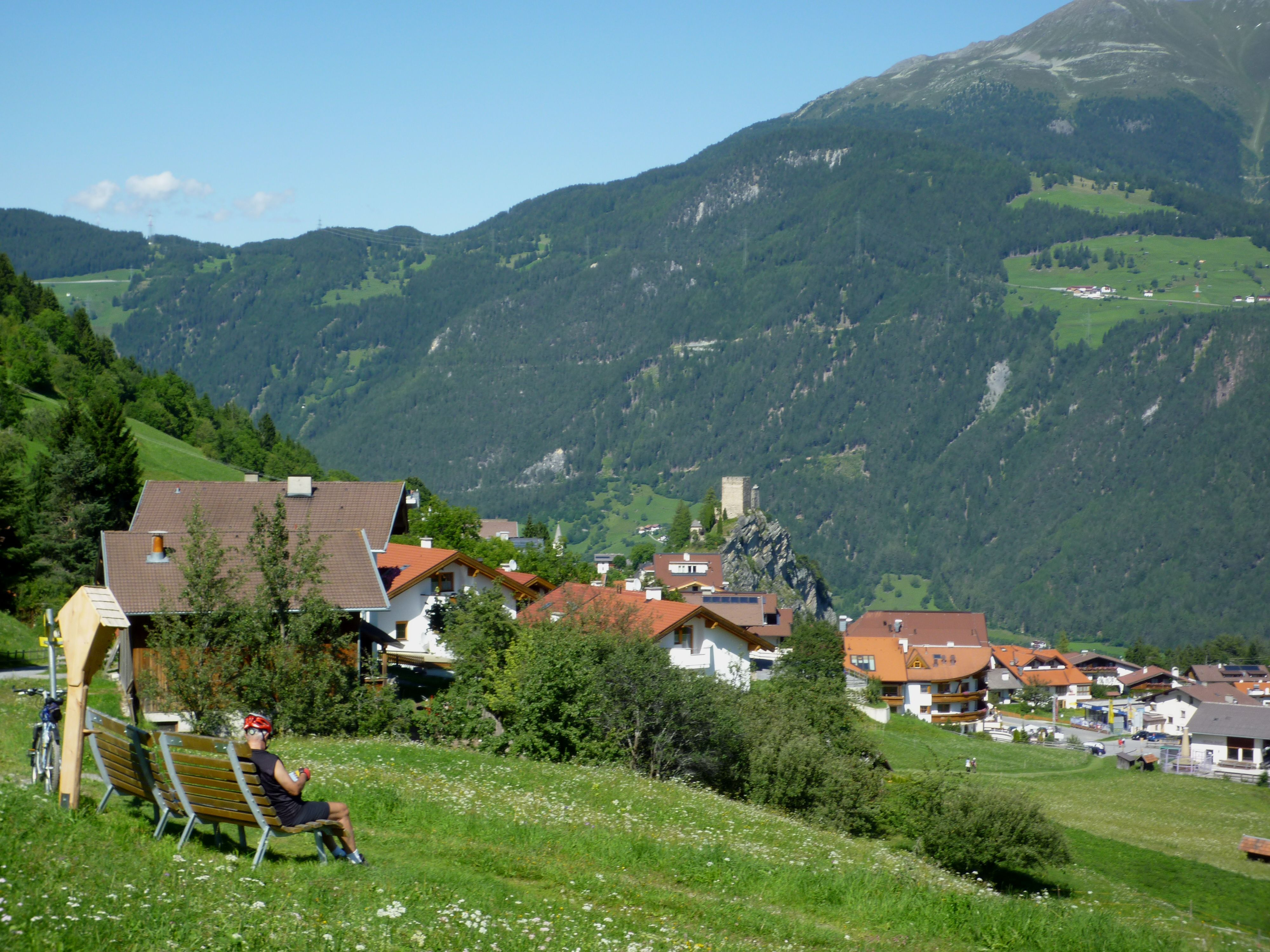
Ladis in de zomer
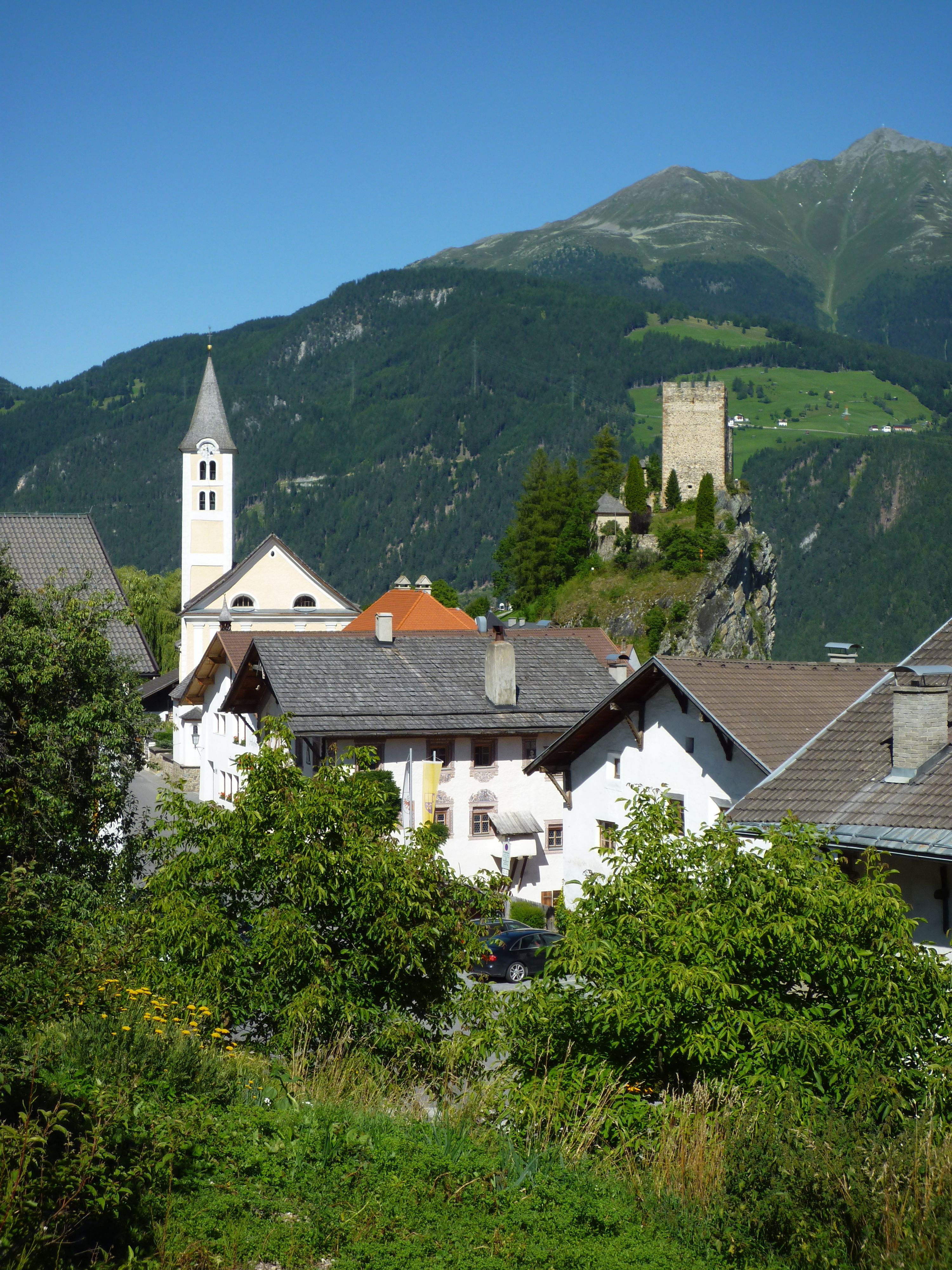
Kerk en Burcht Laudegg

## Gondels
Almbahn
De Almbahn begint op een hoogte van 1812 meter en brengt wintersporters naar het bergstation op 2596 meter. Hierbij wordt een traject afgelegd van 2070 meter. Bovenaan de lift is een uitzichtpunt aanwezig waarbij een groot deel van het gebied te zien is. Een deel van de gondels is voorzien van dierenstickers, in deze gondels worden tevens korte hoorspelen afgespeeld. De dieren zijn allemaal dieren die leven in de Alpen. De reis duurt ongeveer 6 minuten, de gondels hebben een maximumsnelheid van 6 meter per seconde en zijn voorzien van stoelverwarming. Er is ruimte voor acht passagiers in de gondel.
Alpkopfbahn
Het dalstation van de Alpkopfbahn bevindt zich op een hoogte van 1444 meter, het gebouw wordt gedeeld met de Komperdellbahn. De gondels leggen een afstand van 2097 meter af naar het bergstation, wat gelegen is op 2023 meter. Sinds 2014 heeft deze gondel een middelstation, waarbij er alleen uitgestapt kan worden als de lift naar boven gaat. De gondel biedt zo toegang tot de Högsee (een bergmeer) en de Schneisenfeger (een zomer/winterrodelbaan). Er kunnen acht personen in deze gondel.
Komperdellbahn en Lazidbahn
De Komperdellbahn is voorzien van gondels voor zes personen en begint bij Serfaus op een hoogte van 1454 meter. De reis met de Komperdellbahn gaat door tot 1980 meter. Hier bevindt zich het centrale punt van het skigebied in Serfaus. Hier is ook de skischool aanwezig, waar kinderen les kunnen krijgen. Daarna brengt de Lazidbahn wintersporters naar een hoogte van 2351 meter. Het is ook mogelijk om beide banen samen te voegen, bijvoorbeeld voor het vervoer van bouwmaterialen. Meestal zijn beide banen gescheiden van elkaar.
Möseralmbahn
Het dalstation van de Möseralmbahn ligt op 1450 meter hoogte. De gondels leggen een afstand af van 1700 meter naar het bergstation. Deze is gelegen op een hoogte van 1870 meter. Deze lift brengt de wintersporters naar een centraal deel van het skigebied in Fiss. Er is plaats voor zes personen in de lift.
Pezidbahn
Het bergstation van de Pezidbahn, wat zich bevindt op een hoogte van 2748 meter, is deels gelegen in de berg zelf. Het dalstation bevindt zich op 2324 meter hoogte, de afstand bedraagt 1331 meter. Deze gondel voor acht personen gaat naar het tweede uitzichtpunt in het skigebied. Vanaf hier zijn onder andere bergen in Zwitserland en Italië te zien.

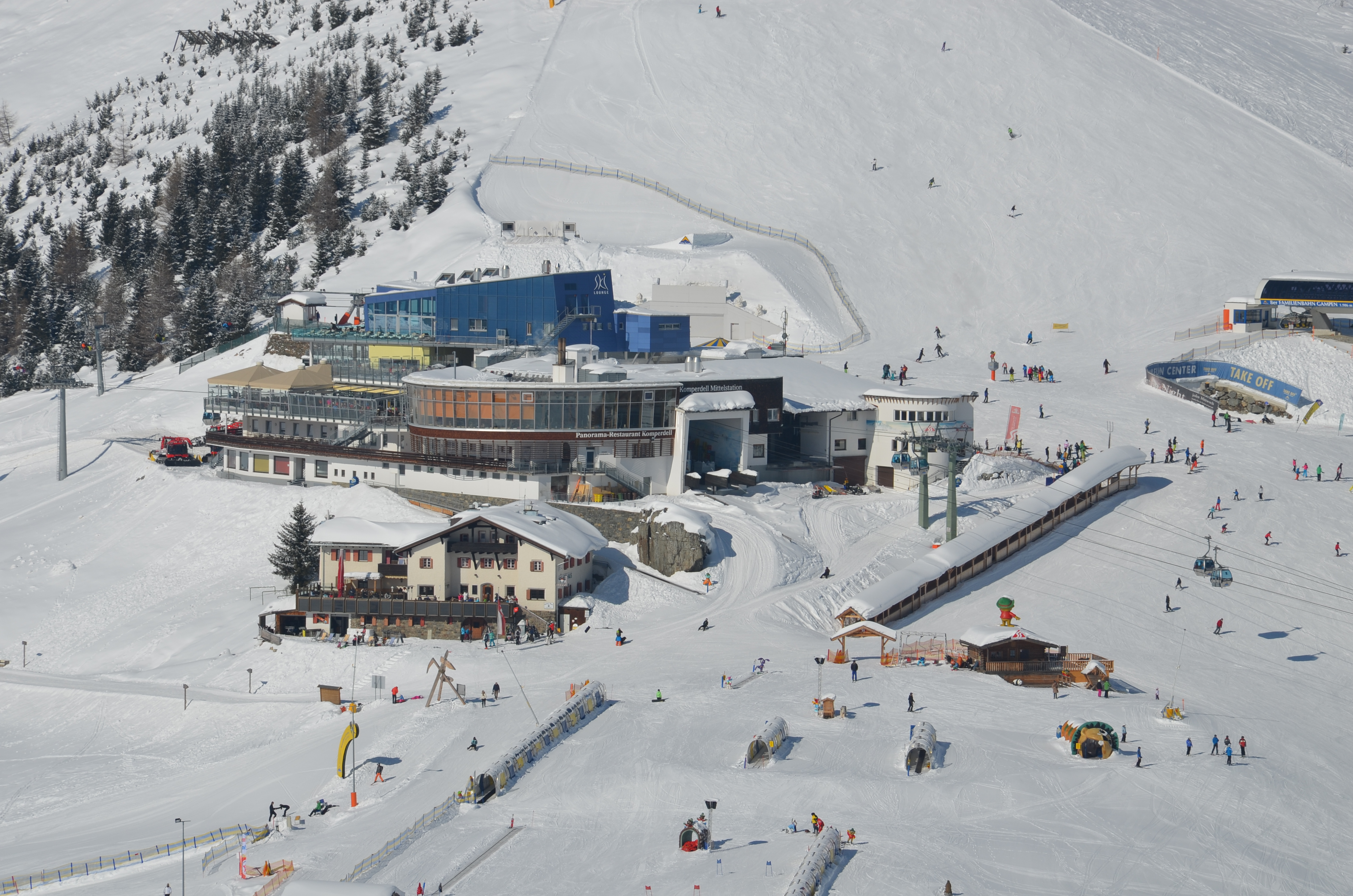
Middelste station van de Komperdellbahn.
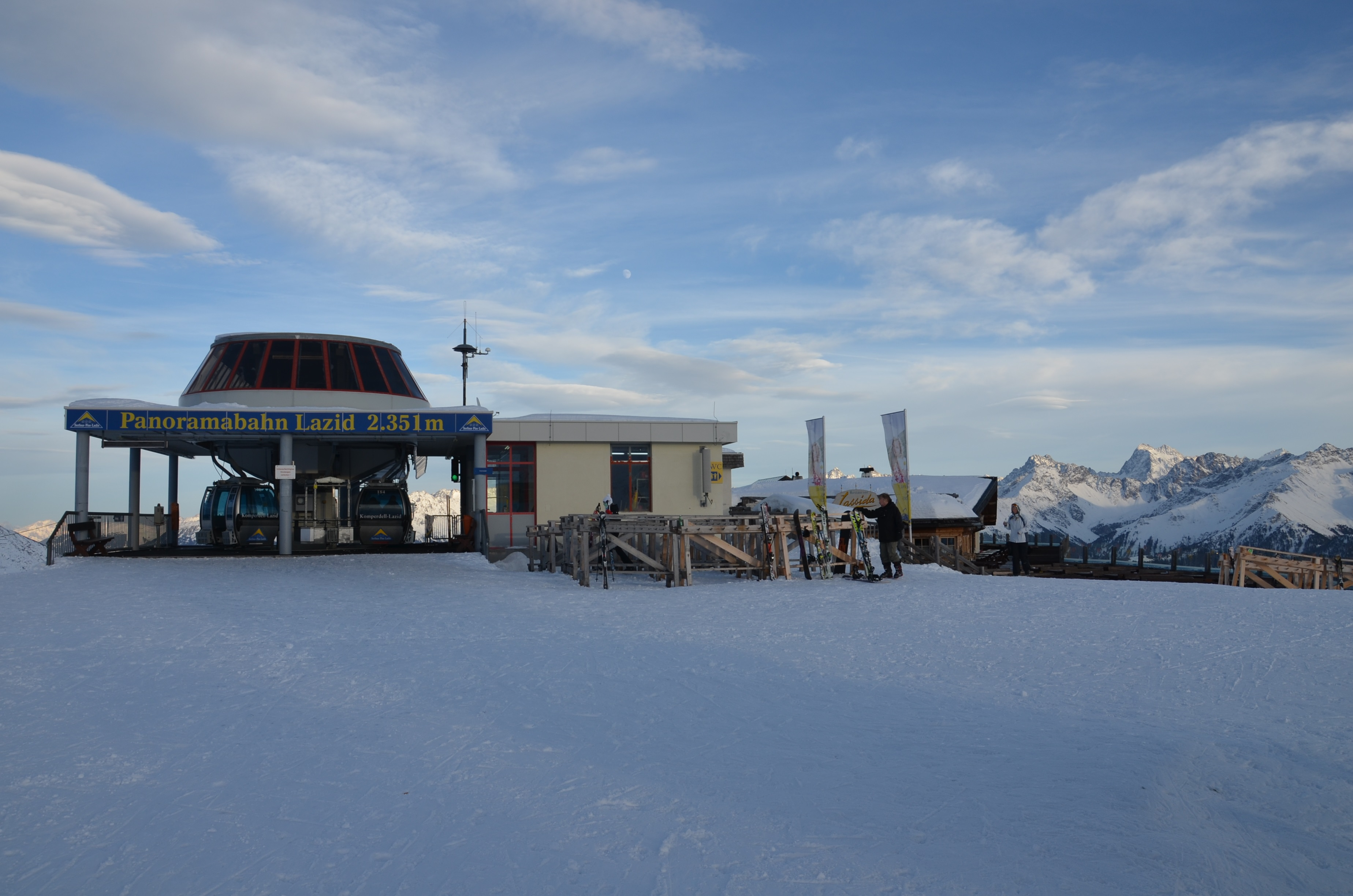
Bergstation van de Lazidbahn.
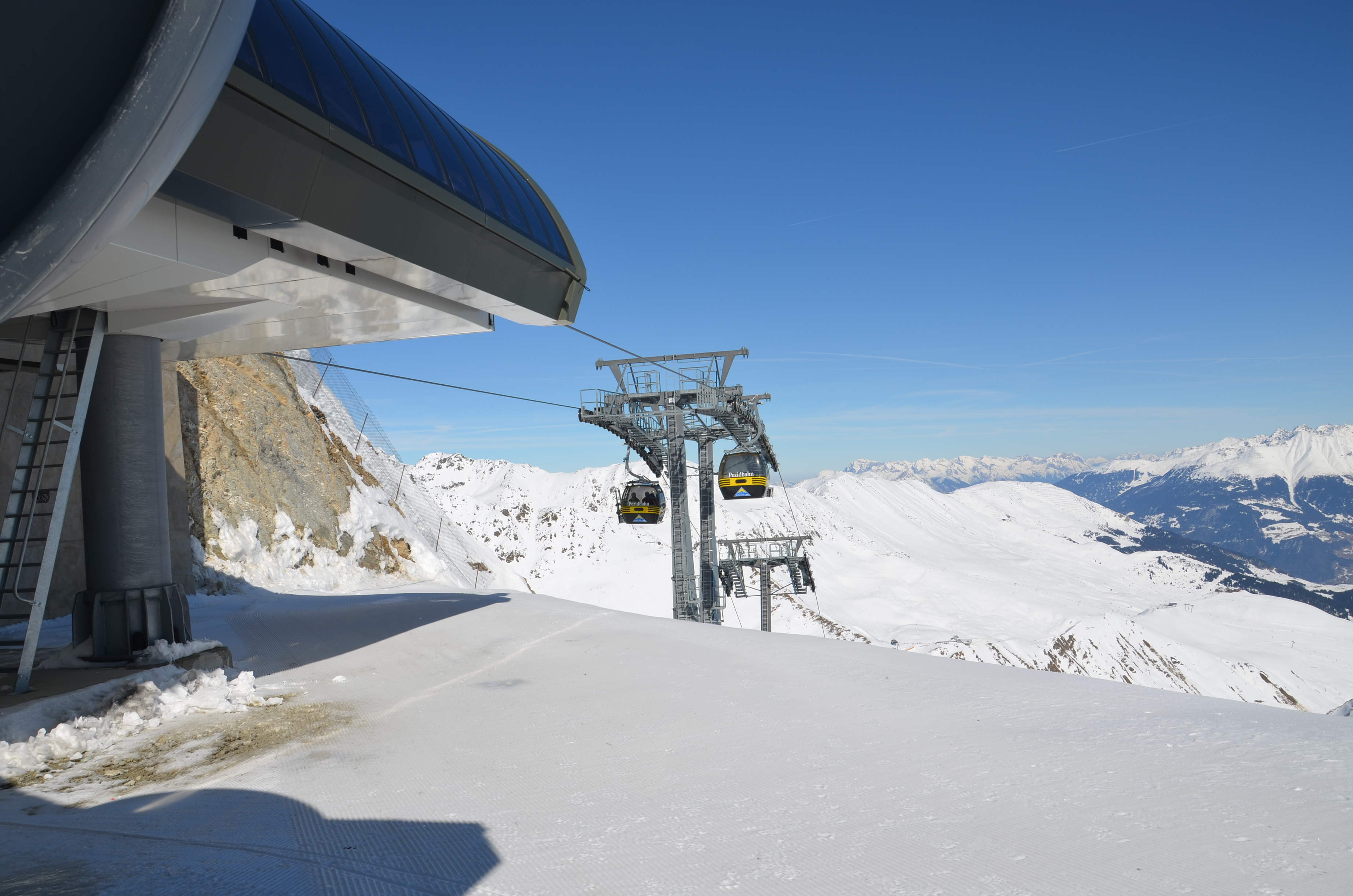
Bergstation van de Perzidbahn.
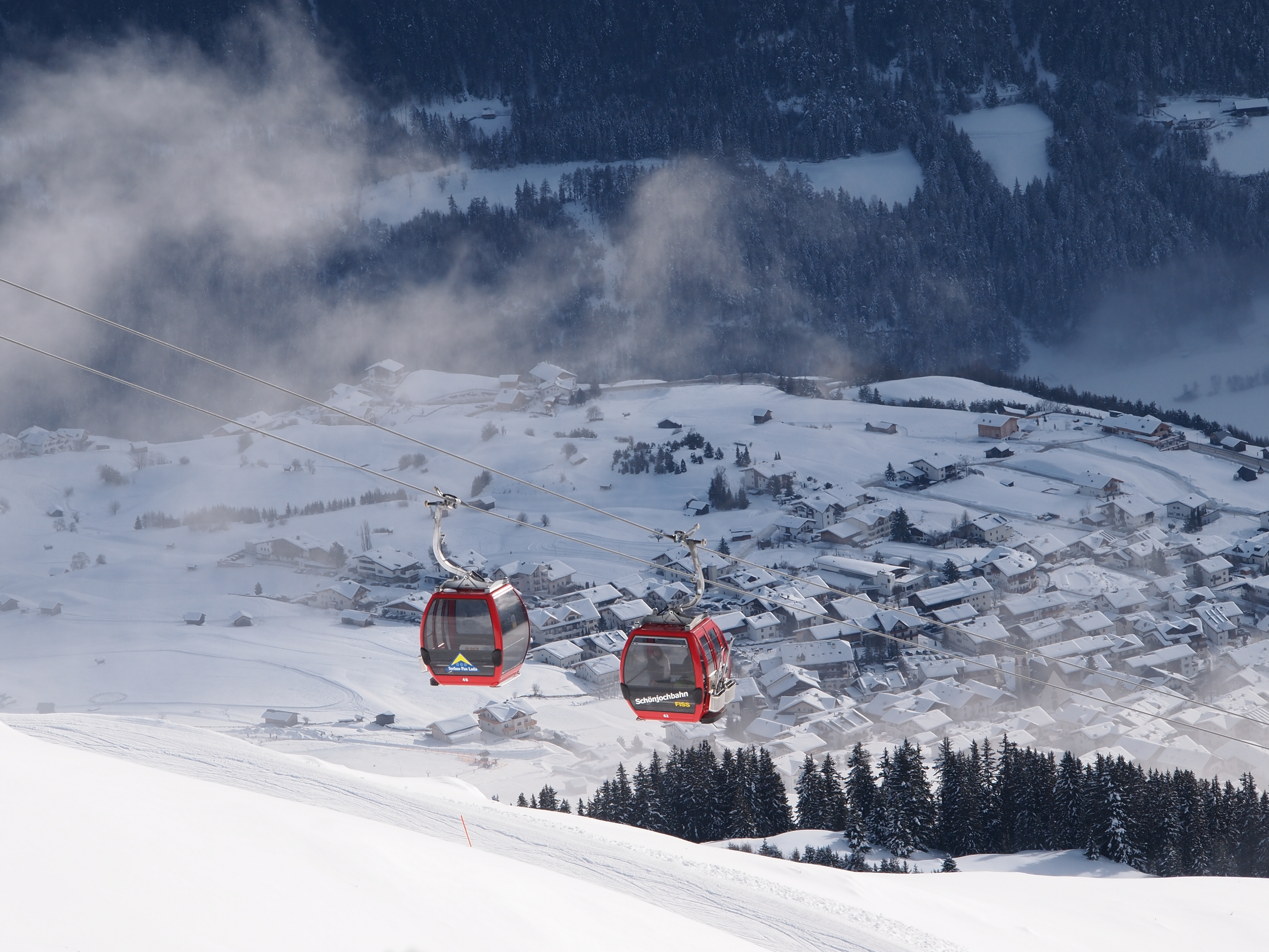
De Schönjochbahn, met Fiss op de achtergrond.

Schönjochbahn I en II
De Schönjochbahn bestaat uit twee delen: Schönjochbahn I gaat door tot het middenstation op 1920 meter, Schönjochbahn II vervolgt de reis daar tot het bergstation op 2439 meter. Uitstappen is halverwege meestal niet nodig en kan men blijven zitten in de gondel. De totale afstand die wordt afgelegd bedraagt 2960 meter, het hoogteverschil is ongeveer 1000 meter. De gondels hebben een capaciteit van 2800 personen per uur en hebben een maximumsnelheid van 6 meter per seconde. De reis duurt 10 minuten. Er gaan acht personen tegelijk in de lift. De lift brengt de wintersporters naar de noordkant van de helling. Dit is een sneeuwzeker stuk van het skigebied, waar tot in april erg goed geskied kan worden.
Sonnenbahn Ladis-Fiss
De Sonnenbahn Ladis-Fiss is de verbindingslift voor Ladis met de rest van het gebied. De lift begint op een hoogte van 1210 meter in Ladis en gaat naar 1550 meter in Fiss. Daar wordt het gebouw gedeeld met de Möseralmbahn. Er wordt een totale lengte van 2900 meter afgelegd door de lift. De gondel heeft een tussenstation die toegang geeft tot het kinderland van Fiss. Er is plek voor zes personen in deze lift.
Sunliner
De Sunliner begint zijn reis op een hoogte van 1445 meter. De afstand naar het bergstation, wat zich bevindt op 1840 meter, bedraagt 1260 meter. Er is voor acht personen plek in de gondel.
Waldbahn
De Waldbahn is ontwikkeld door Doppelmayr-Garaventa en legt zijn reis van 1310 meter af door een speciaal aangelegd gebied. Het dalstation bevindt zich op een hoogte van 1420 meter, het bergstation is gelegen naast het bergstation van de Sunliner op 1840 meter. Onderaan de Waldbaan is een parkeerplaats aanwezig, waardoor deze lift vaak als opstapplek wordt gebruikt voor dagjesmensen. Tijdens de zomer is het mogelijk om hier in het Bikepark de berg af te gaan.

## Kabelspoorweg

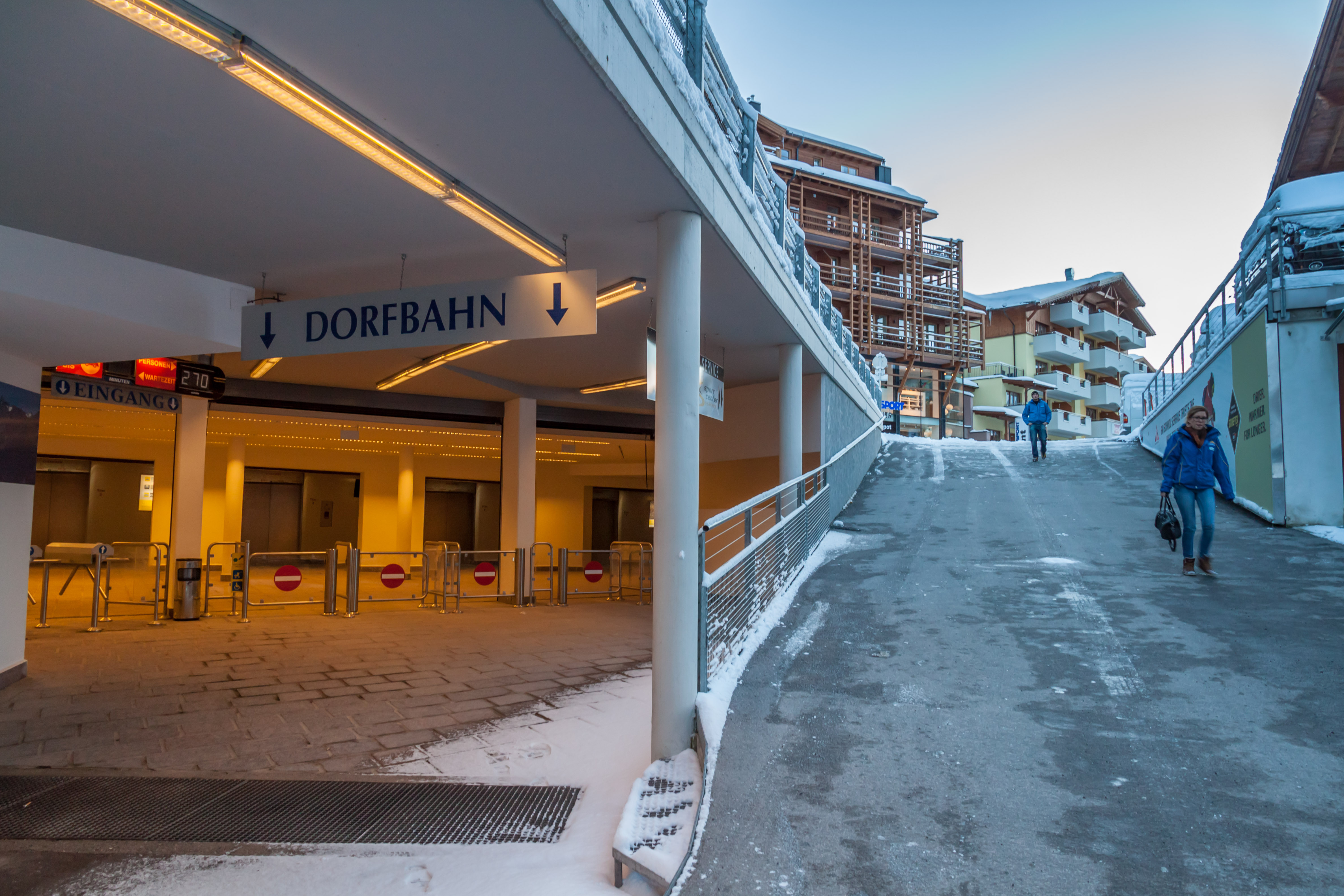
Station Seilbahn, een van de vier stations van de kabelspoorweg.

In Serfaus is een ondergrondse kabelspoorweg te vinden, welke een lengte heeft van 1,3 kilometer. De kabelspoorweg verbindt de parkeerplaats van het dorp met het dalstation waar de skiliften zich bevinden. De Dorfbahn Serfaus werd op 14 december 1985 in gebruik genomen.
De kabelspoorweg kent vier stations: Parkplatz (1422 m), Kirche (1424 m), Zentrum (voorheen Raika) (1421 m) en Seilbahn (1441 m). De trein heeft een maximumsnelheid van 40 kilometer per uur en heeft een capaciteit van 270 personen.
De trein wordt met behulp van kabels voortgetrokken, maar rijdt niet over rails. De cabine zweeft over luchtkussens waardoor de reis soepel verloopt.
Sinds juli 2019 is de ondergrondse metro vernieuwd.

## Stoeltjesliften

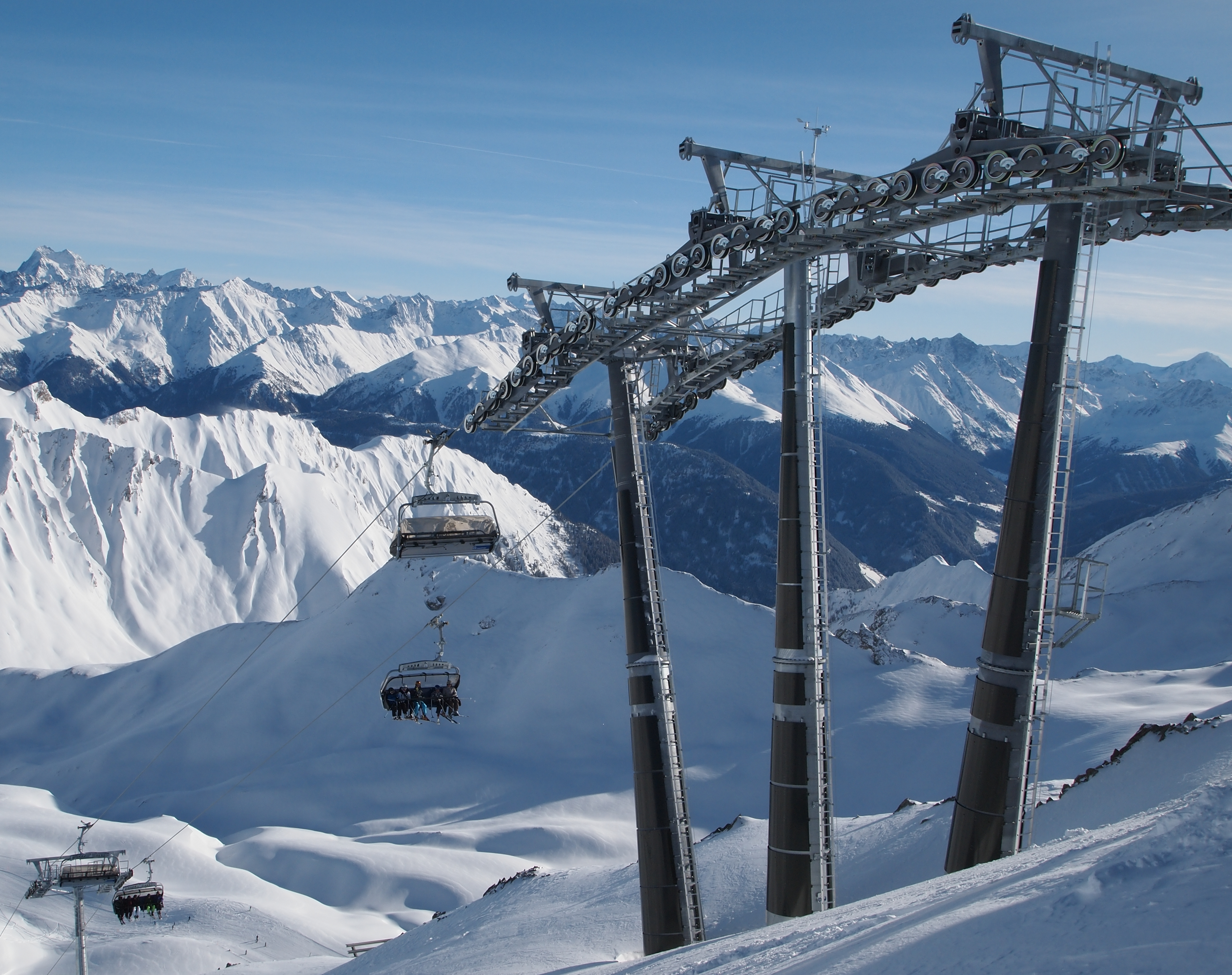
De Masnerkopfbahn.

In het wintersportgebied zijn zestien stoeltjesliften te vinden:
| Naam                | Beginhoogte | Eindhoogte | Lengte |
| ------------------- | ----------- | ---------- | ------ |
| Alpkopf 4-seater    | 1846 m      | 2023 m     | 607 m  |
| Arrezjochbahn       | 2375 m      | 2640 m     | 1008 m |
| Familienbahn Gampen | 1846 m      | 1986 m     | 674 m  |
| Königsleithebahn    | 1645 m      | 2320 m     | 2077 m |
| Laustalbahn         | 1950 m      | 1986 m     | 177 m  |
| Lawensbahn          | 1902 m      | 2374 m     | 1533 m |
| Masnerkopfbahn      | 2372 m      | 2820 m     | 1575 m |
| Moosbahn            | 2319 m      | 2426 m     | 437 m  |
| Obere Scheidbahn    | 2073 m      | 2600 m     | 1617 m |
| Planseggbahn        | 1876 m      | 2375 m     | 1772 m |
| Puinzbahn           | 1690 m      | 1960 m     | 830 m  |
| Rastbahn            | 1700 m      | 1911 m     | 800 m  |
| Sattelbahn          | 1700 m      | 2320 m     | 1690 m |
| Scheidbahn          | 2073 m      | 2428 m     | 1500 m |
| Schöngampbahn       | 2080 m      | 2500 m     | 1450 m |
| Zwölferbahn         | 2110 m      | 2540 m     | 1100 m |

## Sleepliften
Serfaus–Fiss–Ladis is voorzien van negen sleepliften:
| Naam              | Beginhoogte | Eindhoogte | Lengte |
| ----------------- | ----------- | ---------- | ------ |
| Fidriollift Ladis | 1220 m      | 1280 m     | 260 m  |
| Gamplelift        | 1930 m      | 1990 m     | 310 m  |
| Lazidlift         | 2333 m      | 2373 m     | 193 m  |
| Möserlift         | 1850 m      | 1930 m     | 400 m  |
| Poschilift        | 1465 m      | 1535 m     | 320 m  |
| Schönjöchllift    | 2440 m      | 2510 m     | 420 m  |
| Stierlerhüttelift | 1927 m      | 1956 m     | 231 m  |
| Übungslift Fiss   | 1420 m      | 1450 m     | 200 m  |
| Wonnelift         | 1800 m      | 2080 m     | 1000 m |